# طيور مفاجئة
الطيور المفاجئة (الاسم العلمي: Inopinaves) هي فرع حيوي من الطيور تم تعريفه حديثا ويضم طيور الأرض الأساسية وطيور الهواتزين.

## التصنيف
- طيور الأرض
- خلفيات الشعر